# Allen Collins
Larkin Allen Collins Jr. (Jacksonville, 19 luglio 1952 – Jacksonville, 23 gennaio 1990) è stato un chitarrista statunitense noto per essere stato uno dei membri fondatori della band Lynyrd Skynyrd e per essere stato coautore di diverse canzoni del gruppo assieme al frontman Ronnie Van Zant.

## Biografia

### Le origini
Nacque a Jacksonville, in Florida, il 19 luglio 1952 da Larkin Allen Collins Sr e Eva Evelyn Collins.  Nel 1963, Collins scoprì la passione per la musica quando un amico ricevette in  regalo una chitarra e convinse sua madre, Eva, a comprargliene una e un amplificatore. Iniziò a suonare la chitarra a 12 anni imparando alcuni accordi di base dalla matrigna, Leila Collins, chitarrista country-western. Collins imparò rapidamente a suonare e formò la sua prima band, i Mods. Fu a quel tempo che Collins incontrò Ronnie Van Zant e Gary Rossington, con i quali avrebbe poi formato il nucleo dei Lynyrd Skynyrd. Non aveva compiuto ancora 13 anni che formò i My Backyard, e nel 1964 cambiarono di nuovo nome in i Noble Five assieme al bassista Larry Junstrum, il batterista Bob Burns, il chitarrista Gary Rossington e il cantante Ronnie Van Zant con i quali nel 1965 avrebbe formato i Lynyrd Skynyrd.

### Lynyrd Skynyrd
Nel 1973 i Lynyrd Skynyrd incisero il loro primo album (Pronounced 'Lĕh-'nérd 'Skin-'nérd). In questo album Allen fa il chitarrista ritmico in tutte le canzoni tranne che in I Ain't The One e Free Bird. Quest'ultimo brano è stato in seguito dedicato alla memoria di Duane Allman degli Allman Brothers Band, deceduto nel 1971 a causa di un incidente in motocicletta. Sarà proprio grazie all'assolo di chitarra di Free Bird che Allen diventerà uno dei più celebri chitarristi del panorama rock, dai primi anni '70 durante tutto il decennio. Con gli Skynyrd, Allen inciderà anche gli altri album della band tra cui Second Helping, Nuthin' Fancy, Gimme Back My Bullets e Street Survivors.

### L'incidente aereo
Il 20 ottobre 1977 i membri della band si trovavano su un volo che doveva portarli a Baton Rouge: l'aereo, però, si schiantò fra le paludi circostanti la cittadina di Gillsburg, nel Mississippi. Nell'incidente morirono Ronnie Van Zant, Steve Gaines e sua sorella Cassie, mentre Allen riportò la frattura di due vertebre cervicali e rischiò l'amputazione di un arto. Subito dopo, la band si dichiarò sciolta.

### Il dopo Skynyrd
Dopo la fine dei Lynyrd Skynyrd, insieme a Gary Rossington, Allen formò i The Rossington-Collins Band, attivi dal 1979 al 1981. In questi due anni la band realizza altrettanti album: Anytime, Anyplace, Anywhere del 1980, e This Is The Way del 1981. Dopo lo scioglimento Allen formò la Allen Collins Band, con Billy Powell e Leon Wilkeson. La band, attiva dal 1983 al 1984, registra soltanto un album: Here, There, and Back. Nel 2006 riceve postumo l'ingresso nella Rock and Roll Hall of Fame come membro dei Lynyrd Skynyrd. Collins compare in moltissime classifiche che lo posizionano tra i più grandi chitarristi della storia.

### Gli ultimi anni
Nel 1980 perde la moglie Kathy alla quale era molto legato, per complicazioni sopraggiunte a seguito di un aborto spontaneo. Dopo aver perso gli amici nell'incidente aereo, vedere la sua carriera di fama mondiale spezzarsi, per Allen la morte della moglie è la goccia che fa traboccare il vaso. In preda alla depressione, entra in un periodo in cui fa sempre più uso di droga, la quale comunque lo aveva accompagnato fin dagli inizi degli Skynyrd per tutti gli anni '70. Per tutta la prima metà degli anni '80 la sua carriera musicale è estremamente irregolare. L'abuso di sostanze stupefacenti e alcool lo porterà purtroppo oltre il punto di non ritorno.
Nel 1986, mentre guidava in stato di ebbrezza, rimane coinvolto in un incidente che causa la morte del passeggero che aveva di fianco e la propria paralisi dalla vita in giù. Allen rimane pressoché quadriplegico: perde totalmente l'uso delle gambe mantenendo l'uso delle braccia e un uso limitato di mani e dita. Nel 1987 i Lynyrd Skynyrd decisero di riunirsi: la formazione prevedeva Johnny Van Zant - fratello di Ronnie - alla voce, Leon Wilkeson al basso, Billy Powell al piano, Artimus Pyle alla batteria e Gary Rossington, Ed King e lo stesso Allen Collins alla chitarra, il quale, però, a causa delle sue precarie condizioni di salute, ricoprirà soltanto il ruolo di direttore artistico. Nel 1989 contrae una polmonite che lo porterà alla morte: il 23 gennaio 1990 Allen muore nella sua casa a Jacksonville.

## Strumenti
La chitarra più usata da Allen è stata la Gibson Firebird ma nel post-Skynyrd si è esibito soprattutto con una Les Paul Junior. Il suo primo strumento è stato una Silvertone che utilizzava nei primi anni '60, nel 1964 passò a una Stratocaster, mentre cominciò ad utilizzare la Firebird dall'incisione del brano "Tuesday's Gone". Dal 1976 utilizzerà quasi sempre una Gibson Explorer "Korina" del '58 che utilizzerà anche nel famoso Festival di Knebworth del 1976, in quella che fu forse la sua più famosa esibizione video documentata. È infatti una delle pochissime esibizioni dove venne filmato insieme al resto della band con una discreta qualità. Nel 2001, la Gibson produsse un'edizione limitata della sua Explorer per celebrarlo. Ha anche utilizzato una Gibson SG bianca, chitarra con la quale si dice abbia registrato il famoso assolo in Free Bird che fu poi trafugata nella sua camera d'albergo durante il primo Tour con gli Who nel '73.

## Discografia

### Con i Lynyrd Skynyrd
- 1973 - (Pronounced 'Lĕh-'nérd 'Skin-'nérd)
- 1974 - Second Helping
- 1975 - Nuthin' Fancy
- 1976 - Gimme Back My Bullets
- 1977 - Street Survivors

### Con i The Rossington-Collins Band
- 1980 - Anytime, Anyplace, Anywhere
- 1981 - This Is The Way

### Con gli Allen Collins Band
- 1983 - Here, There, and Back